# Блежешть (комуна)
Блежешть, Блежешті (рум. Blejești) — комуна у повіті Телеорман в Румунії. До складу комуни входять такі села (дані про населення за 2002 рік):
- Бачу (1201 особа)
- Блежешть (2601 особа)
- Серіку (462 особи)

Комуна розташована на відстані 51 км на захід від Бухареста, 37 км на північ від Александрії, 132 км на схід від Крайови.

## Населення
За даними перепису населення 2002 року у комуні проживали 4264 особи. За віросповіданням усі жителі комуни — православні.
Національний склад населення комуни:
| Національність | Кількість осіб | Відсоток |
| -------------- | -------------- | -------- |
| румуни         | 4161           | 97,6%    |
| цигани         | 103            | 2,4%     |

Рідною мовою назвали:
| Мова      | Кількість осіб | Відсоток |
| --------- | -------------- | -------- |
| румунська | 4262           | > 99,9%  |
| циганська | 2              | < 0,1%   |